# WWE Raw
WWE Raw (Monday Night Raw, Raw) — телевизионная рестлинг-программа от WWE, созданная в 1993 году, которая в настоящее время транслируется в прямом эфире на Netflix. С момента своего создания и по сей день передача транслируется по понедельникам.
В настоящее время Raw является одним из брендов WWE. Кроме него в WWE входят бренд SmackDown и NXT.
В сентябре 2000 года шоу Raw перешло с канала USA Network на TNN, который в августе 2003 года провел ребрендинг и стал Spike TV. 3 октября 2005 года Raw вернулся на USA Network, где оставался до 6 января 2025 года шоу перешло на платформу потокового вещания Netflix, которая будет транслировать программу в течение не менее 10 лет.

## История
Шоу дебютировало в США на канале USA Network 11 января 1993 года, и с того времени Raw является флагманской программой WWE. В 2000 году показывать шоу стал канал TNN, который позже был переименован в Spike TV, но в 2005 году шоу вернулось на USA Network. С 9 декабря 2016 года все эпизоды шоу доступны на WWE Network. C января 2025 года Raw будет транслироваться на стриминговой платформе Netflix, стоимость 10-летнего контракта оценивается в 5 млрд долларов.
Начиная с первого эпизода, Raw транслировалось в прямом эфире с 208 различных арен в 171 городе из одиннадцати разных стран: США, Канада, Великобритания, Афганистан (в 2005 году), Ирак (2006 и 2007), ЮАР, Германия, Япония, Италия и Мексика.
После 1000-го эпизода, который вышел в эфир 23 июля 2012 года, Raw стал трёхчасовой программой. Raw является самым долгоидущим еженедельным телевизионным шоу в истории телевидения.

## Трансляции в СНГ
Впервые данное шоу вышло в эфир на телеканале ТНТ в сентябре 2002 года и демонстрировалось на канале ровно год, до сентября 2003 года, после чего истёк контракт с WWE, который так и не был продлён. Комментировал выпуски Николай Фоменко.
30 ноября 2010 года было объявлено, что с февраля 2011 года телеканал 2x2 начнёт демонстрацию программы. О получении каналом двухлетнего контракта была объявлено на официальном сайте WWE. Руководство WWE также положительно высказалось по поводу возвращения демонстрации программ WWE на российском телевидении. В 2019 году контракт с 2x2 истёк.
С 7 января 2020 года еженедельник Raw вновь транслируется в России, на телеканале Матч! Боец, но, в отличие от ТНТ и 2x2, Матч! Боец показывает полную версию шоу в прямом эфире. Места за комментаторским столом заняли: Михаил Вахнеев и Артём Давыдов.
До сентября 2013 года WWE Raw транслировалось в Украине на телеканале QTV.

## Музыкальные темы
| Название                 | Автор и/или исполнитель    | Даты                    | Прим.               |
| ------------------------ | -------------------------- | ----------------------- | ------------------- |
| «Monday Night Raw»       | Джим Джонстон              | 1993-1997               | [ 7 ] [ 8 ]         |
| «Raw»                    | Джим Джонстон              | 1993-1995               | [ 7 ] [ 9 ]         |
| «I Like it Raw»          | Джим Джонстон              | 1995                    | [ 7 ] [ 10 ]        |
| «The Beautiful People»   | Marilyn Manson             | 1997-1997               | [ 7 ] [ 11 ]        |
| «Thorn In Your Eye»      | Суперзвёзды WWF & Slam Jam | 1997-2002               | [ 7 ] [ 12 ] [ 13 ] |
| «We’re All Together Now» | Суперзвёзды WWF & Slam Jam | 1997-2002               | [ 7 ] [ 14 ]        |
| «Across the Nation»      | The Union Underground      | 2002-2006               | [ 7 ] [ 15 ]        |
| «...To Be Loved»         | Papa Roach                 | 2006-2009               | [ 7 ] [ 16 ] [ 17 ] |
| «Burn It to the Ground»  | Nickelback                 | 2009-2012               | [ 7 ] [ 18 ] [ 19 ] |
| «Tonight Is the Night»   | Outasight                  | 23 июля 2012 (Raw 1000) | [ 7 ] [ 20 ] [ 21 ] |
| «The Night»              | Kromestatik                | 2012-2014               | [ 7 ] [ 22 ]        |
| «The Night» (2014 Remix) | CFO$                       | 2014-2016               | [ 7 ] [ 23 ]        |
| «Enemies»                | Shinedown                  | 2016—2018               | [ 24 ]              |
| «Born for greatness»     | Papa Roach                 | 2018-2019               |                     |
| «Legendary»              | Skillet                    | 2019-н. в.              |                     |